# Svyatoslav Georgiyevsky
Svyatoslav Igorevich Georgiyevsky (tiếng Nga: Святослав Игоревич Георгиевский; sinh ngày 26 tháng 8 năm 1995) là một cầu thủ bóng đá người Nga. Anh thi đấu cho F.K. Krylia Sovetov Samara.

## Sự nghiệp câu lạc bộ
Anh ra mắt chuyên nghiệp vào ngày 24 tháng 9 năm 2014 cho P.F.K. CSKA Moskva trong trận đấu tại Cúp quốc gia Nga trước FC Khimik Dzerzhinsk.
Anh có màn ra mắt cho đội một của F.K. Kuban Krasnodar vào ngày 23 tháng 9 năm 2015 trong trận đấu tại Cúp quốc gia Nga trước F.K. Shinnik Yaroslavl.
Anh ra mắt tại Giải bóng đá ngoại hạng Nga vào ngày 7 tháng 11 năm 2015 cho F.K. Kuban Krasnodar trong trận đấu với F.K. Dynamo Moskva.